# Hoàng Bích Sơn
Hoàng Bích Sơn (20 tháng 1 năm 1924 – 13 tháng 3 năm 2000) là một nhà hoạt động Chính trị; Ủy viên Ban Chấp hành Trung ương Đảng Cộng sản Việt Nam Khóa VI (1986–1991), Trưởng ban Đối ngoại Trung ương Đảng Cộng sản Việt Nam Khóa VI (1986 - 1991); Đại biểu Quốc hội các khóa VIII (1987–1992), IX (1992–1997), Ủy viên Hội đồng Nhà nước Khóa VIII (1987–1992), Ủy viên Ủy ban Thường vụ Quốc hội Khóa IX (1992–1997), Chủ nhiệm Ủy ban Đối ngoại của Quốc hội Khóa IX (1992–1997).

## Tiểu sử
- Hoàng Bích Sơn, tên thật là Hồ Liên, sinh ngày 20 tháng 1 năm 1924, tại làng Đông Yên, huyện Duy Xuyên, tỉnh Quảng Nam (nay là xã Duy Trinh, huyện Duy Xuyên, tỉnh Quảng Nam), trong 1 gia đình tư sản. Anh ruột của ông là Hồ Nghinh (1913–2007), nguyên Ủy viên Ban Chấp hành Trung ương Đảng Cộng sản Việt Nam Khóa V (1982–1986), Bí thư Đặc Khu ủy Quảng Đà, Bí thư Tỉnh ủy Quảng Nam – Đà Nẵng, Phó Trưởng ban Ban Kinh tế Trung ương.
- Trình độ Chuyên môn: Đại học Ngoại giao.
- Ông tham gia hoạt động cách mạng từ trước năm 1945 tại Bình Thuận, làm Bí thư Tỉnh ủy Đảng Cộng sản Đông Dương Tỉnh Bình Thuận.
- Trước năm 1969, ông là Chánh Văn phòng Ủy ban Thống nhất của Chính phủ Việt Nam Dân chủ Cộng hòa có trụ sở tại đường Văn Miếu, khu Ba Đình, thành phố Hà Nội (với tên cá nhân công khai là Hồ Liên) - Ủy ban Thống nhất của Chính phủ tồn tại từ năm 1960 đến năm 1976; các Chủ nhiệm Ủy ban là Nguyễn Vịnh và Đặng Thí (từ tháng 3 năm 1974).
- Năm 1969–1976, Ông là Thứ trưởng Bộ Ngoại giao Chính phủ Cách mạng Lâm thời Cộng hòa miền Nam Việt Nam, Thành viên của Đoàn Cộng hòa miền Nam Việt Nam tại Hội nghị Paris 2 bên và 4 bên về Chấm dứt Chiến tranh tại Việt Nam.
- Giai đoạn từ 30 tháng 4 năm 1975 đến 25 tháng 4 năm 1976, trên cương vị thứ trưởng Bộ Ngoại giao Chính phủ Cách mạng Lâm thời Cộng hòa Miền Nam Việt Nam, ông được cử làm Trưởng đoàn Tiếp quản Bộ Ngoại giao của Chính quyền Việt Nam Cộng hòa.
- Ngày 2 tháng 5 năm 1975, Ban Ngoại vụ Ủy ban Quân quản Thành phố Sài Gòn - Gia Định được thành lập tại trụ sở số 6 đường Alexandre de Rhodes, quận 1; Ông Hoàng Bích Sơn Thứ trưởng Bộ Ngoại giao Chính phủ Cách mạng Lâm thời Cộng hòa miền Nam Việt Nam được giao nhiệm vụ kiêm Trưởng ban.[1]
- Năm 1976, Ông giữ chức Thứ trưởng Bộ Ngoại giao Cộng hòa Xã hội Chủ nghĩa Việt Nam đồng thời kiêm chức Trưởng ban Việt kiều Trung ương.
- Năm 1986, Ông được bầu làm Ủy viên Ban Chấp hành Trung ương Đảng Cộng sản Việt Nam Khóa VI (1986–1991), được cử giữ chức Trưởng ban Đối ngoại Trung ương Đảng Cộng sản Việt Nam Khóa VI (1986–1991).
- Ông được bầu làm Đại biểu Quốc hội các khóa VIII (1987–1992) và được Quốc hội Khóa VIII bầu làm Ủy viên Hội đồng Nhà nước Khóa VIII (1987–1992).
- Năm 1992, Ông tái đắc cử Đại biểu Quốc hội Khóa IX (1992–1997), Ủy viên Ủy ban Thường vụ Quốc hội, Chủ nhiệm Ủy ban Đối ngoại của Quốc hội.[2]
- Ông qua đời vào ngày 13 tháng 3 năm 2000 tại Hà Nội, hưởng thọ 76 tuổi.

## Sự nghiệp
- Tham gia Cuộc Kháng chiến Chống Pháp cứu nước.
- Tham gia Cuộc Kháng chiến Chống Mỹ cứu nước.
- Tham gia Đàm phán Hội nghị Paris (1970–1973).
- Dẫn đầu Đoàn Chính phủ Cách mạng Lâm thời Cộng hòa miền Nam Việt Nam tham dự Hội nghị Phong trào Không Liên kết năm 1973 (Hội nghị Cấp cao 4 Alger, Algérie 1973) – Tại Hội nghị này, Cộng hòa miền Nam Việt Nam trở thành Thành viên Chính thức của Phong trào Không Liên kết; từ năm 1970 đến năm 1973, Cộng hòa miền Nam Việt Nam là Quan sát viên của Phong trào Không Liên kết. Nhân sự kiện này, Báo Nhân dân đã ra Bài Xã luận quan trọng "Thắng lợi của Xu thế Cách mạng" - Bài Xã luận này được các nước lớn trên Thế giới (Liên Xô, Trung Quốc, Hoa Kỳ,...) quan tâm đặc biệt - Bài Xã luận tỏ rõ Quan điểm của Việt Nam Dân Chủ Cộng hòa và Cộng hòa miền Nam Việt Nam là "Thời kỳ của các nước lớn tập trung lại để đè bẹp các nước nhỏ đã vĩnh viễn qua rồi". Qua Bài Xã luận này, Bắc Việt Nam còn thể hiện thái độ của mình với Cuộc gặp giữa Mao Trạch Đông, Chu Ân Lai với Tổng thống Hoa Kỳ Richard Nixon ngày 17 tháng 2 năm 1972 tại Thượng Hải, Trung Quốc.

## Đời tư
Phu nhân của ông là Bà Vũ Thị Kim Hoàng - trưởng phòng công tác ở Văn phòng Bộ Lao động, Thương binh và Xã hội. Vợ chồng ông có bốn người con gái. Người con thứ nhất tên Hồ Thị Thuận Nam, sinh sống ở Thành phố Hồ Chí Minh. Người con thứ hai tên Hồ Thị Thu Hà, đại tá Công an nhân dân, có chồng là Thiếu tướng Nguyễn Thành Biên, nguyên Viện trưởng Viện Kỹ thuật điện tử và cơ khí nghiệp vụ, tổng cục Hậu cần–Kỹ thuật của Bộ Công an. Người con thứ ba tên Hồ Thị Thu Giang và người con út tên Hồ Thị Thu Thủy. Về cuối đời, vợ chồng ông sống với gia đình người con gái thứ 2.

## Khen thưởng
- Huân chương Độc lập hạng Nhất.
- Huân chương Kháng chiến hạng Nhất.
- Huân chương Kháng chiến chống Mỹ hạng Nhất.
- Huy hiệu 50 năm tuổi Đảng.
- Huy hiệu vì sự nghiệp Ngoại giao Việt Nam.

## Chú dẫn nguồn
1. ↑   Quá trình Hình thành và Phát triển của Sở Ngoại vụ Thành phố Hồ Chí Minh; Trang Website Sở Ngoại vụ Thành phố Hồ Chí Minh;
2. ↑   Lưu trữ ngày 7 tháng 2 năm 2009 tại Wayback MachineUỷ ban Đối ngoại - Những chặng đường lịch sử; Tác giả Chủ biên: Vũ Mão, Chủ nhiệm Ủy ban Đối ngoại Quốc hội Khóa XI; Hà Nội, ngày 20 tháng 5 năm 2007 (Ngày Bầu cử Đại biểu Quốc hội Khoá XII). Website Quốc hội, ngày 20 tháng 5 năm 2008 2:54:52 PM;
3. ↑  Hiệp định Paris - Mốc son chói lọi của Ngoại giao Cách mạng Việt Nam; Hà Nội (TTXVN, ngày 25 tháng 1 năm 2003);
4. ↑   Lưu trữ ngày 29 tháng 1 năm 2008 tại Wayback MachineBáo Nhân dân;
5. ↑   Lưu trữ ngày 28 tháng 12 năm 2007 tại Wayback MachineBáo Công an nhân dân;